# ボーナス・トラック
ボーナス・トラック（Bonus track）は、音楽アルバムやシングルにおいて、本来のアルバム構成に含まれない追加曲を指す。販売促進の手法のひとつである。ボートラと省略されることもある。

## 概説
販売促進にはさまざまな手法が用いられるが、それらの中でも一般的な手法のひとつである。具体的には以下のパターンが多い。

### アルバム再発売の際、再購入を促すため
発売から長期間経過した旧作にテコ入れする際に用いられる。リマスタリングなどと同時に、未発表曲、既発曲のスタジオデモバージョン、ライブ音源などがボーナス・トラックとして追加される例が多く、すでに所有しているリスナーに対する訴求力となる。また、録音時期が同じながらも、当時の収録媒体の時間制限やタイアップ元の契約などで収録不可能であったシングル楽曲を本来あるべき場所に戻すために追加されることがある。これはいわゆるベスト・アルバムを嫌っているミュージシャンや、すでに他界してしまったがアーティストの意思を尊重するなどの名目で行われることが多い。また、アルバム収録のシングル曲でも、アルバム収録時にミックスやバージョンを変えたり、アルバム収録曲がシングルカットされた際にミックスやバージョンを変えてある場合、シングルバージョンはアルバム未収録であることが多いため、シングルバージョンが追加されることがあるほか、アルバム未収録のカップリング曲を追加収録することもある。更にはアルバム未収録のシングル曲や諸事情で発売中止になったシングル曲も収録される。これらは、シングルバージョンにこだわったりカップリングや全シングル曲、全楽曲の音源を持っていたいコアなファンへの訴求力になる。ただし、海賊盤にもこういった傾向がよく見られるのも事実である。シングル音源以外に未発表のライブ音源を収録する事もある。スタジオレコーディングされていないライブ音源しかない曲を中心に収録する。また、デモ音源を収録する事もある。解散したバンドやユニットの場合はバンドやユニット時代の音源はデモ音源しかなく、正式録音はソロになってからと言う曲のデモ音源を収録したりデモ音源以外はライブ音源しかない曲のデモ音源を収録する。
また、カラオケ音源を収録する事もある。カラオケ音源は発売当時需要がなかったりしてカラオケ音源を収録しなかったシングル曲が主に収録され、カラオケ音源のない曲でマルチ音源が残されている場合は、マルチ音源から歌入りのオリジナルミックスに近くミックスして新たに作る場合と当時カラオケ音源を作っていながら未発表だったものと二種類ある。
また、アルバム収録曲も未発表のカラオケ音源がある場合は収録する場合がある。
主に2000年代の米国では、大ヒットしたアルバムに半年 - 1年程度経過した時点で数曲の新曲を追加するなどのリニューアルを施して再発売し、さらに売上を伸ばす例が見られる。この手法は売上が振るわない作品のテコ入れには用いられず、それらはプロモーション自体が放棄される場合が多い。

### 後発レーベルがアルバムを発売する際、付加価値を高めるため
世界同時にアルバムを発売できるアーティストは、メジャー・レーベル契約アーティストの中でも少ない。その場合、後発になってしまうレーベルはボーナス・トラックを追加して独自の商品価値を付加する例がある。

### 他レーベルと差別化するため
販売地域が異なる場合、国民性や消費者動向にあわせてボーナス・トラックを追加することがあるが、追加曲だけでなく、収録内容を変更する場合もある。

### 日本の特殊事情
特に洋楽アルバムで日本のレーベルが発売するアルバムは価格面で競争力が劣る例が多い。そのため海外レーベルと商品が競合する場合は先行発売となってもボーナス・トラックを追加する例が多い。

### 初動売上を促すため
アルバムの売り上げピークは一般的に発売直後になるが、ボーナス・トラックを追加した初回限定盤を用意することで初動売上を後押しする。

### 他の販売媒体と差別化するため
レコード・カセット・CD・SACD・DVDオーディオなどを同時に多数の媒体で発売する場合、収録曲を変更するほか、独自のボーナス・トラックを追加する例がある。iTunes Storeなどの音楽配信市場では単一の曲を容易に購入できるため、アルバム単位で購入した場合にのみダウンロードできるトラックを追加して差別化を図る例が欧米では見られる。

## 関連語句
- ボーナス・ディスク - ボーナス・トラックと同じ目的でアルバムにディスクを追加するもの。DVDの一般化に伴い、CD+DVDの商品形態も増えつつある。